# Коцьолек (Мазовецьке воєводство)
Коцьолек (пол. Kociołek) — село в Польщі, у гміні Ґневошув Козеницького повіту Мазовецького воєводства. Населення — 55 осіб (2011).
У 1975—1998 роках село належало до Радомського воєводства.

## Демографія
Демографічна структура станом на 31 березня 2011 року:
|          | Загалом | Допрацездатний вік | Працездатний вік | Постпрацездатний вік |
| -------- | ------- | ------------------ | ---------------- | -------------------- |
| Чоловіки | 26      | 1                  | 19               | 6                    |
| Жінки    | 29      | 8                  | 11               | 10                   |
| Разом    | 55      | 9                  | 30               | 16                   |